# مرآة الإسلام (كتاب)
مرآة الإسلام هو كتابٌ من تأليف الأديب المصري طه حسين.

## موضوع الكتاب
يقسم الكتاب إلى قسمين في القسم الأول يحاول ويتناول المؤلف طه حسين استعراض شكل الحياة في الجزيرة العربية عند العرب منذ أواسط القرن السادس للميلاد والتي كانت متخلفة أشد التخلف بالقياس إلى الامم والقوى الكبرى التي كانت تجاورها وقياسا إلى الروم والفرس اللتين مثلتا قوتين عظمتين تسلطتا على العالم في ذلك الوقت، وقبل أن ترتقي أمة العرب ثم إن الكتاب يقدم رؤية شاملة لوضع الجزيرة العربية قبل ظهور الإسلام، فيعرض للظروف الاقتصادية والاجتماعية والسياسية والدينية والفكرية والأدبية التي كانت سائدة وأحاطت بتلك المنطقة فحدثنا عن الديانات التي كانت منتشرة في ذلك الوقت وكيف كانت الحالة الفكرية والمجتمعية في ذلك الزمان مع ظهور الإسلام في رحلة شائقة لحياة النبي وأصحابة فما لبث أن انتشر الدين الجديد بسرعةٍ غير متوقَّعة بعدما عانى نبيُّه من التضييق والمحاربة حتى استطاع النبي بناء دولته بالمدينة ونعِم المسلمون بالاستقرار في عهده  يمزج عميد الأدب العربي الحكايات بالوقائع بالأحداث التاريخية في أسلوب سردى ممتع لا يخلو من التحليل العلمى والقراءة المادية للوجود الاجتماعي والفكري والأدبي لبيئة الإسلام وما جاورها، لتدرك شعوب الأمة الإسلامية تراثها بالنظر العقلى والفهم المستنير متجاوزين الخرافات والأساطير وصولا إلى الإيمان الراسخ.
وفي القسم الثاني يستعرض الكاتب ما أحدثه دخول الإسلام من تغيرات عند الأفراد والمجتمعات ولا يغفل أن يتحدث عن القرآن وكيف غير قلوب المسلمين  من خلال تسليط الضوء على ما واجه المسلمين بعد رحيل النبي وما حدث من انقسام وتنازع للكثير من الأسباب القبلية والسياسية والنزعات الفكرية التي أدت لظهور الكثير من الفرق والفئات التي تسببت بعد ذلك في العديد من الأحداث الفارقة في التاريخ الإسلامي والعربي

## آراء النقاد
يعد النقاد الكتاب هو أحد أشهر الأعمال والمؤلفات التي صدرت للأديب والمفكر المصري طه حسين. حتى أن البعض عدها أحد أفضل كتاباته وأجملها لغويًا، وقد لاقى ترحابًا عظيما بين جموع المثقفين ففي أكتوبر عام 2018 وبعد 67 عام على إصدار الطبعة الأولى منه قام الازهر بأعادة نشر الكتاب وعدوه من المراجع الهامة والقيمة وهو في هذا الكتاب يكثر من الصلاة والسلام على النبي محمد قرابة الثمانين مرة.

## وصلات خارجية
- مرآة الإسلام على موقع مؤسسة هنداوي